# Route 109 (Nouveau-Brunswick)
Pour les articles homonymes, voir Route 109.
La route 109 est une route secondaire du Nouveau-Brunswick reliant la route 105 près de Perth-Andover à la route 108 à Plaster Rock. Elle possède une longueur totale de 36 km (22 mi).

## Description du tracé
La route 109 débute près de Perth-Andover sur la route 105. Elle longe d'abord la rive sud de la rivière Tobique sur 19 km (12 mi) avant de la traverser à Arthurette. Elle suit ensuite la rive nord de la rivière en prenant une orientation vers le nord-est. Près de Three Brooks, elle croise la route 108 où elle prend fin. Elle est tout près de Plaster Rock.

## Histoire
De son ouverture officielle en 1965 jusqu'à l'ouverture de la route 108 contournant Plaster Rock en 1997, la route 109 suivait la rive sud de la rivière alors que la route 390 suivait la rive nord. La route 109 s'étendait aussi sur la Plaster Rock-Renous Highway, mais qui fut désignée à la route 108 en 1976.

## Intersections majeures
| Comté                                         | Ville         | km    | Destinations                                                     | Notes |
| --------------------------------------------- | ------------- | ----- | ---------------------------------------------------------------- | --- |
| Victoria                                      | Perth-Andover | 0,00  | NB-2 – Edmundston, Fredericton NB-190 ouest – Fort Fairfield, ME | La NB-109 ouest devient la bretelle vers la NB-2 ouest; terminus est de la NB-190; sortie 115 de la NB-2                            |
| Victoria                                      | Perth-Andover | 1,40  | NB-130 (Promenade W. Riverside)                                  | |
| Victoria                                      | Perth-Andover | 1,40  | Traverse le fleuve Saint-Jean                                    | Traverse le fleuve Saint-Jean |
| Victoria                                      | Perth-Andover | 1,70  | NB-105 sud – Florenceville-Bristol                               | Terminus ouest du multiplex avec la NB-105                                                                                          |
| Victoria                                      | Perth-Andover | 2,20  | NB-105 nord – Tobique                                            | Terminus est du multiplex avec la NB-105; accès depuis NB-109 est vers NB-105 nord et depuis NB-105 sud vers NB-109 ouest seulement |
| Victoria                                      | Arthurette    | 21,30 | NB-390 est – Odell                                               | Terminus ouest du multiplex avec la NB-390                                                                                          |
| Victoria                                      | Arthurette    | 21,40 | Traverse la rivière Tobique                                      | Traverse la rivière Tobique |
| Victoria                                      | Arthurette    | 21,50 | NB-390 ouest – Tobique                                           | Terminus est du multiplex avec la NB-390                                                                                            |
| Victoria                                      | Three Brooks  | 29,70 | NB-380 ouest – Lake Edward                                       | Terminus est de la NB-380 |
| Victoria                                      | Three Brooks  | 33,60 | NB-395 ouest – Hazeldean                                         | Terminus est de la NB-395 |
| Victoria                                      | Plaster Rock  | 38,00 | NB-108 – Mont Carleton, Renous                                   | |
| - Terminus de multiplex - Transition de route |               |       |                                                                  | |